# Myung Films
Myung Film Co., Ltd. (em coreano:  명필름) é uma empresa sul-coreana de produção e distribuição de filmes.

## História
A empresa foi fundada na República da Coreia por Shim Jae-myung e distribui filmes em toda a Coreia do Sul desde a sua fundação em setembro de 1995. Em 2004, fundiu-se com a Kang Je-gyu Films, formando uma joint venture de distribuição, MK Pictures.

## Produções
O primeiro longa-metragem do instituto, In Between Seasons (2016), foi dirigido pelo diretor estreante Lee Dong-eun, que se formara em sua primeira turma de graduação em Direção de Cinema. In Between Seasons foi exibido na seção New Currents do 21º Festival Internacional de Cinema de Busan, onde ganhou o Prêmio KNN. Lee fez seu segundo longa, o aclamado Mothers (2017), que ganhou o prêmio NETPAC no Vesoul International Film Festival of Asian Cinema de 2018.